# Zhu Shilin
Zhu Shilin (chinesisch 朱石麟, Pinyin Zhū Shílín, Jyutping Zyu1 Sek6leon4; * 1. September 1899 in Taicang, Jiangsu, Kaiserreich China; † 5. Januar 1967 in Hongkong) war ein chinesischer Filmregisseur und Drehbuchautor. Er war ab etwa 1946 im Hongkonger Filmkreis aktiv. Zwischen 1930 und 1964 drehte er mindestens 80 Filme.
Er begann seine Karriere 1930 in Shanghai bei der Filmgesellschaft Lianhua. Dort drehte er unter anderem gemeinsam mit Luo Mingyou Guo feng (1935), in dem Li Lili, Ruan Lingyu und Zheng Junli in den Hauptrollen spielen.
Nach dem Krieg ging Zhu nach Hongkong und gründete gemeinsam mit seinem ebenfalls emigrierten Kollegen Fei Mu die Filmgesellschaft Longma. Seine beiden Filme Qing gong mi shi / Sorrows of the Forbidden City (清宮秘史 / 清宫秘史, 1948), ein Historienfilm, und Zhong qiu yue / Festival Moon (中秋月, 1953) wurden im Jahr 2005 unter die 100 besten chinesischen Filme gewählt.